# Almada 79
Almada 79 é uma coletânea da banda portuguesa de rock UHF. Editada a 25 de agosto de 2017 pela AM.RA Discos com distribuição exclusiva da revista Blitz. O disco foi produzido por António Manuel Ribeiro e masterizado por Rui Dias nos estúdios Mister Master e Ponto Zurca, na Costa da Caparica, Almada.
É um disco histórico que reúne onze canções registadas entre o outono de 1979 e o verão de 1980, revelando o objetivo e a intenção de quatro jovens que experimentavam o início de uma carreira. Mas é também, e sobretudo, o princípio da história gravada do rock português do pós 25 de Abril, antes do boom, do sucesso e das vendas discográficas. É um documento único, um disco capital para se perceber aquele tempo em que, não havendo estúdios de maquetas mas apenas três ou quatro estúdios profissionais localizados em Lisboa, os UHF gastaram todo o dinheiro que ganharam nos espetáculos ao vivo em sessões de estúdio onde gravavam alguns artistas mediáticos da música portuguesa, como José Afonso, Sérgio Godinho, Fausto, Vitorino, Maria da Fé, Fernando Tordo ou José Cid.
Este trabalho sucede ao extended play Tudo o que É Nosso (2016) na discografia oficial da banda e dá continuidade à edição das raridades retiradas do arquivo histórico dos UHF. O arranque da divulgação do arquivo ocorreu em 1996, no relançamento da primeira coletânea, com a inclusão de dois temas, seguindo-se uma aposta de uma forma mais concentrada com as coletâneas temáticas.

## Antecedentes e desenvolvimento
Formados em 1978, em Almada, por António Manuel Ribeiro (vocal e guitarra), Renato Gomes (guitarra), Carlos Peres (baixo) e Américo Manuel (bateria), os UHF depararam-se no início da carreira com tremendas dificuldades para ensaiar e gravar. O país estava a acordar de uma enorme apatia social asfixiado por anos de isolamento por força da ditadura. A rádio reproduzia algum yé yé, a canção ligeira, fado, nacional cançonetismo e depois de 1974 predominou a canção de intervenção política. Não havia espaço para o rock, nomeadamente a vertente punk, que proliferava em Inglaterra e nos Estados Unidos no final da década de 1970. O rock, em Portugal, era encarado como uma brincadeira para rapazes em tempo de liceu, que rapidamente se diluía com a chamada para a incorporação no serviço militar. Esse estilo musical era sinónimo de liberdade, uma linguagem musical sem ligação ao passado. Não obstante as dificuldades, os UHF foram dos primeiros a saciar uma imensa sede de rock na nova realidade social e política do pós 25 de Abril.
Éramos vulgarmente corridos de uma sala emprestada por boa vontade ao fim de meia dúzia de ensaios por fazermos barulho, porque os cabelos eram compridos, falávamos alto e ríamos muito. Não tínhamos um adufe ou uma viola burguesa para encantar as elites. E esse era um perigoso desvio ideológico, maltratando as conjeturas do borrão dos cigarros, uma afronta à cultura popular obrigacionista.—  Os UHF falam das tremendas dificuldades em viver da música rock, em 1978.
A revelação do arquivo histórico da banda iniciou-se com os temas "(Notícias) A Preto e Branco" e "Até às Tantas" de 1979 e 1986, respetivamente, editados no relançamento da primeira coletânea intitulada Cheio (O melhor de) (1996),[carece de fontes?] seguido dos temas "Quarto 603" e "Um Homem à Porta do Céu" de 1999 e 2001, respetivamente, no extended play Podia Ser Natal (2004). Mais tarde, voltaram a editar o arquivo de uma forma mais concentrada nas coletâneas Canções Prometidas - Raridades Vol.I (2007), Canções Prometidas - Raridades Vol.II (2007), Canções Prometidas - Raridades Vol.III (2012) e Uma História Secreta dos UHF (2015).[carece de fontes?] A continuidade veio, em 2017, com Almada 79, que reúne um conjunto de canções constituindo um trabalho seminal para o rock que agitou e transformou a música portuguesa no início da década de 1980. É um disco histórico porque revela a atitude pioneira e visionária de quatro rapazes que decidiram gravar as primeiras canções por conta própria, hoje comuns maquetas que todos gravam. Mas em 1979 não havia estúdios caseiros e por isso os UHF, o grupo com mais concertos em 1979, começaram a investir nas gravações. Dos três estúdios reconhecidos, Valentim de Carvalho, Arnaldo Trindade e Musicorde, a banda escolheu os dois últimos. Sem contrato assinado, gravaram o primeiro disco na primavera de 1979, o  extended play Jorge Morreu,[carece de fontes?] que seria lançado em outubro do mesmo ano. Foi entre a data do lançamento e março de 1980 que os UHF gravaram as maquetas recuperadas no Almada 79. Trata-se de um disco há muito planeado, que agora se concretizou por influência de Miguel Francisco Cadete, diretor da Blitz. Das onze canções apenas nove são originais da época. Os temas "Caçada" e "Jorge Morreu" correspondem a versões posteriores por inépcia, má vontade ou outro desígnio qualquer do proprietário da editora Metro-Som, Branco de Oliveira. "Caçada" foi gravado no Convento dos Capuchos em 1995 e "Jorge Morreu" captado ao vivo no Centro Cultural de Belém em 2013.
As canções de Almada 79 foram gravadas em três sessões, na sequência dos 28 concertos que decorreram em crescendo ao longo de 1979. A última sessão decorreu em julho de 1980, quando a maqueta da canção “Cavalos de Corrida”, que tinha sido gravada em janeiro, foi novamente apresentada à editora Valentim de Carvalho levando a banda a celebrar o primeiro contrato discográfico, em agosto de 1980. Fica o registo, na história da música portuguesa, de quatro jovens, à frente do seu tempo, que palmilharam um caminho virgem com a paixão das coisas genuínas, percorrendo o país de norte a sul. E talvez, com este álbum, se perceba melhor o que via e movia António Manuel Ribeiro contra ventos e marés. Não raras vezes à frente do seu tempo, o que gera sempre estranheza contemporânea até os factos confirmarem a visão pioneira.

## Lista de faixas
O disco compacto é composto por onze faixas em versão padrão. António Manuel Ribeiro partilha a composição de algumas canções com Renato Gomes e com Carlos Peres. As restantes faixas são da autoria de António Manuel Ribeiro.[carece de fontes?]
| CD             |                                         |                                  |                     |         |  |
| N.º            | Título                                  | Compositor(es)                   | Ano                 | Duração |  |
| 1.             | "Violenta Violência" (maqueta)          | António M. Ribeiro/ Renato Gomes | 1979                | 2:31    |  |
| 2.             | "Palavras" (maqueta)                    | António M. Ribeiro               | 1979                | 2:19    |  |
| 3.             | "Concerto" (maqueta)                    | António M. Ribeiro/ Carlos Peres | 1979                | 3:15    |  |
| 4.             | "Há Quem Diga" (maqueta)                | António M. Ribeiro/ Carlos Peres | 1979                | 2:26    |  |
| 5.             | "Deste Lado do Rio" (maqueta)           | António M. Ribeiro/ Carlos Peres | 1979                | 3:51    |  |
| 6.             | "Notícias (A Preto e Branco)" (maqueta) | António M. Ribeiro               | 1979                | 3:21    |  |
| 7.             | "Cavalos de Corrida" (maqueta)          | António M. Ribeiro/ Renato Gomes | 1979                | 3:05    |  |
| 8.             | "Tempo Quente" (maqueta)                | António M. Ribeiro/ Carlos Peres | 1979                | 2:57    |  |
| 9.             | "Quero Estoirar" (maqueta)              | António M. Ribeiro               | 1979                | 4:01    |  |
| 10.            | "Caçada"                                | António M. Ribeiro               | 1979 (Versão 1995)  | 2:00    |  |
| 11.            | "Jorge Morreu"                          | António M. Ribeiro               | 1979 (Ao vivo 2015) | 3:33    |  |
| Duração total: | Duração total:                          | Duração total:                   | Duração total:      | 31:59   |  |

## Desempenho comercial
Almada 79 é parte integrante da revista Blitz e, por esse motivo, não teve edição comercial.

## Créditos
Lista-se abaixo os profissionais envolvidos na elaboração de Almada 79, de acordo com o encarte do disco compacto.[carece de fontes?]
| Músicos - António Manuel Ribeiro: vocal e guitarra - Renato Gomes: guitarra (canções 1 a 9) - Carlos Peres: baixo e vocal de apoio (canções 1 a 9) - Américo Manuel: bateria (canções 1 a 9) - Luís Miguel Nunes: guitarra (canção 10) - Fernando Delaere: baixo (canção 10) - Luís Espírito Santo: bateria (canção 10) - António Côrte-Real: guitarra (canção 11) - Luís 'Cebola' Simões: baixo (canção 11) - Ivan Cristiano: bateria (canção 11) | Produção - António Manuel Ribeiro: produção - Moreno Pinto: gravação e misturas (canções 1 a 9) - José Manuel Fortes: gravação e misturas (canção 10) - João Martins: gravação e misturas (canção 11) - Rui Dias: masterização - Rodrigo Madeira: design - Luís Vasconcelos: fotografia |